# Gąska zielonożółta

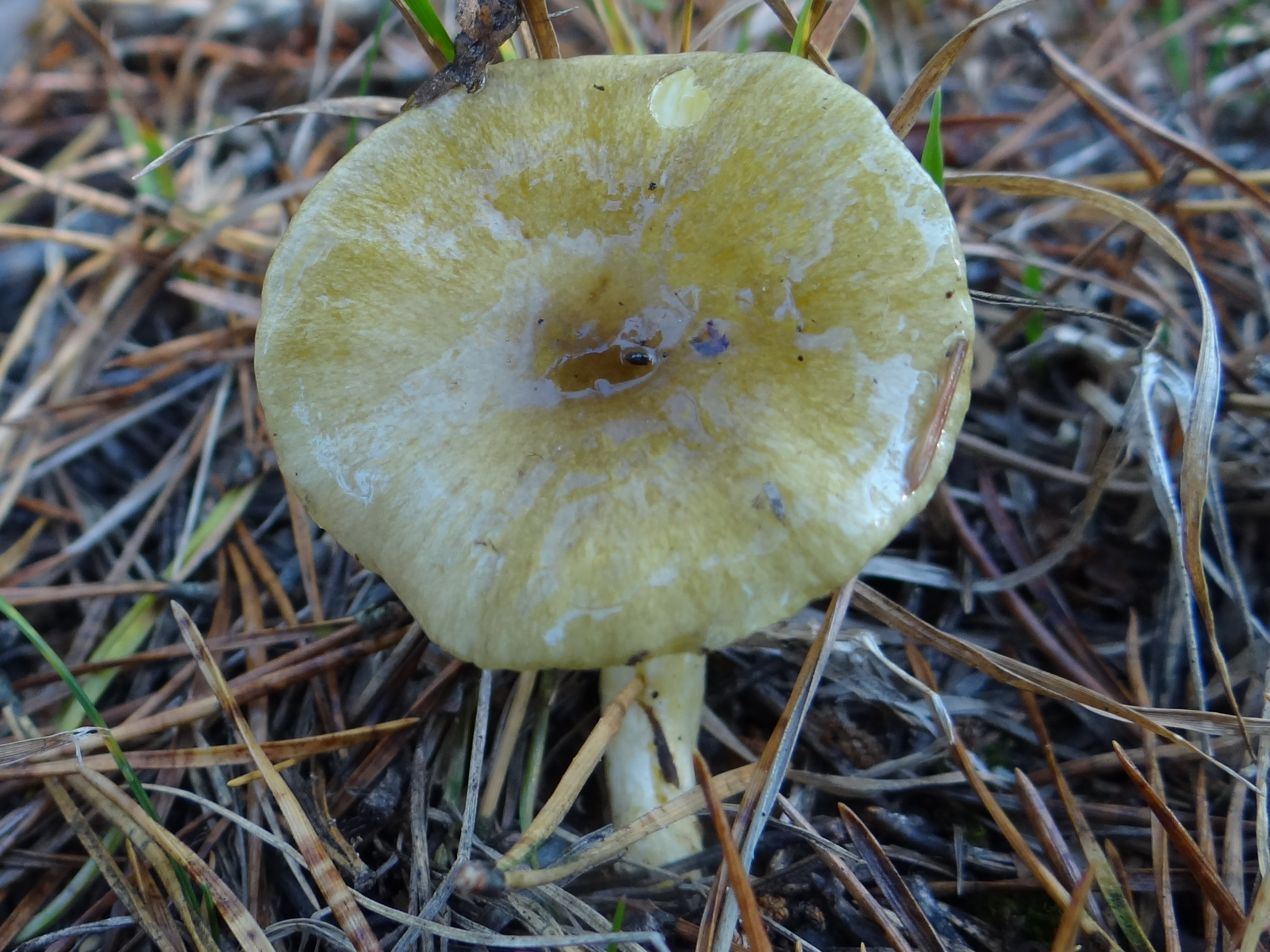

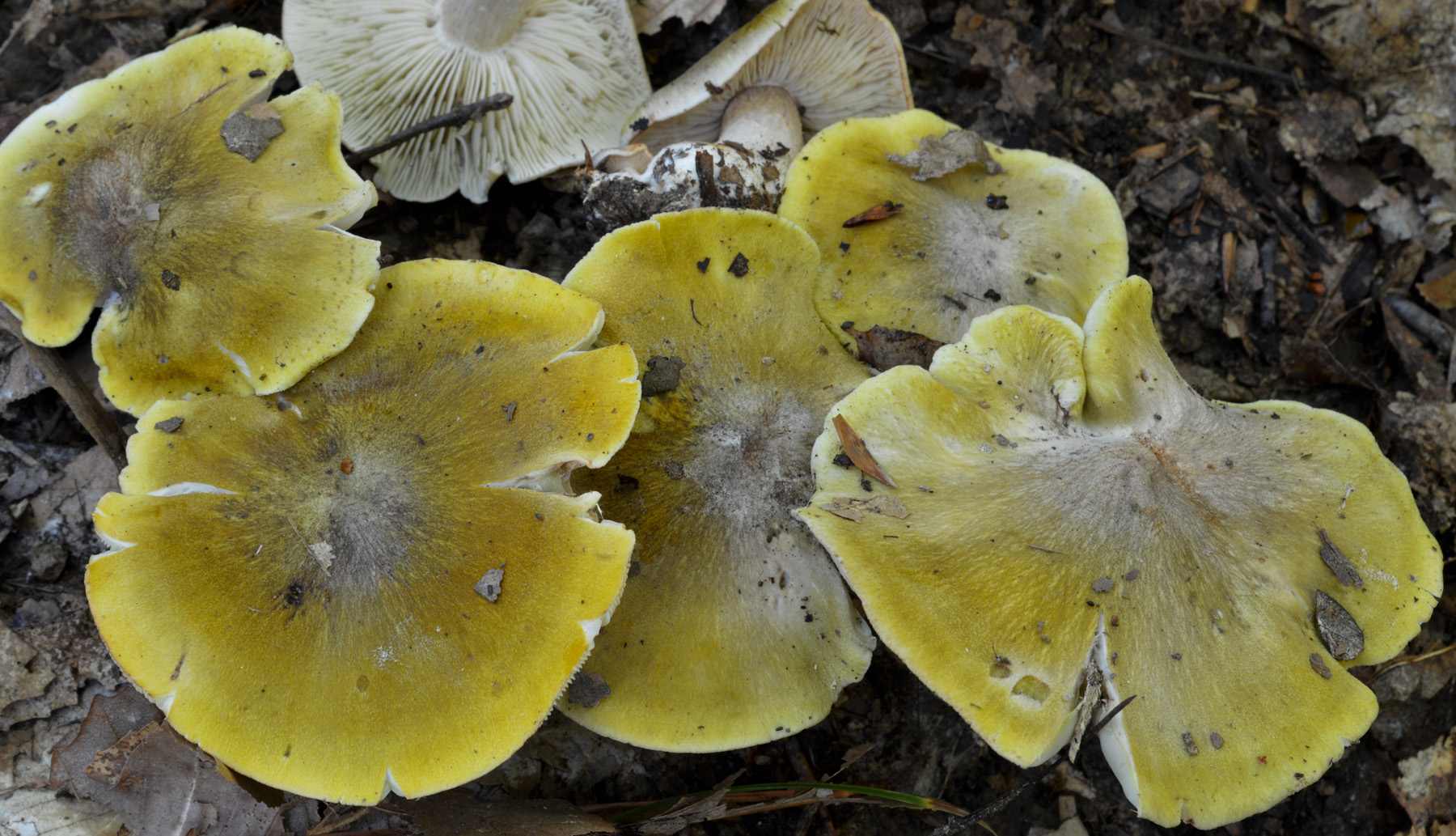

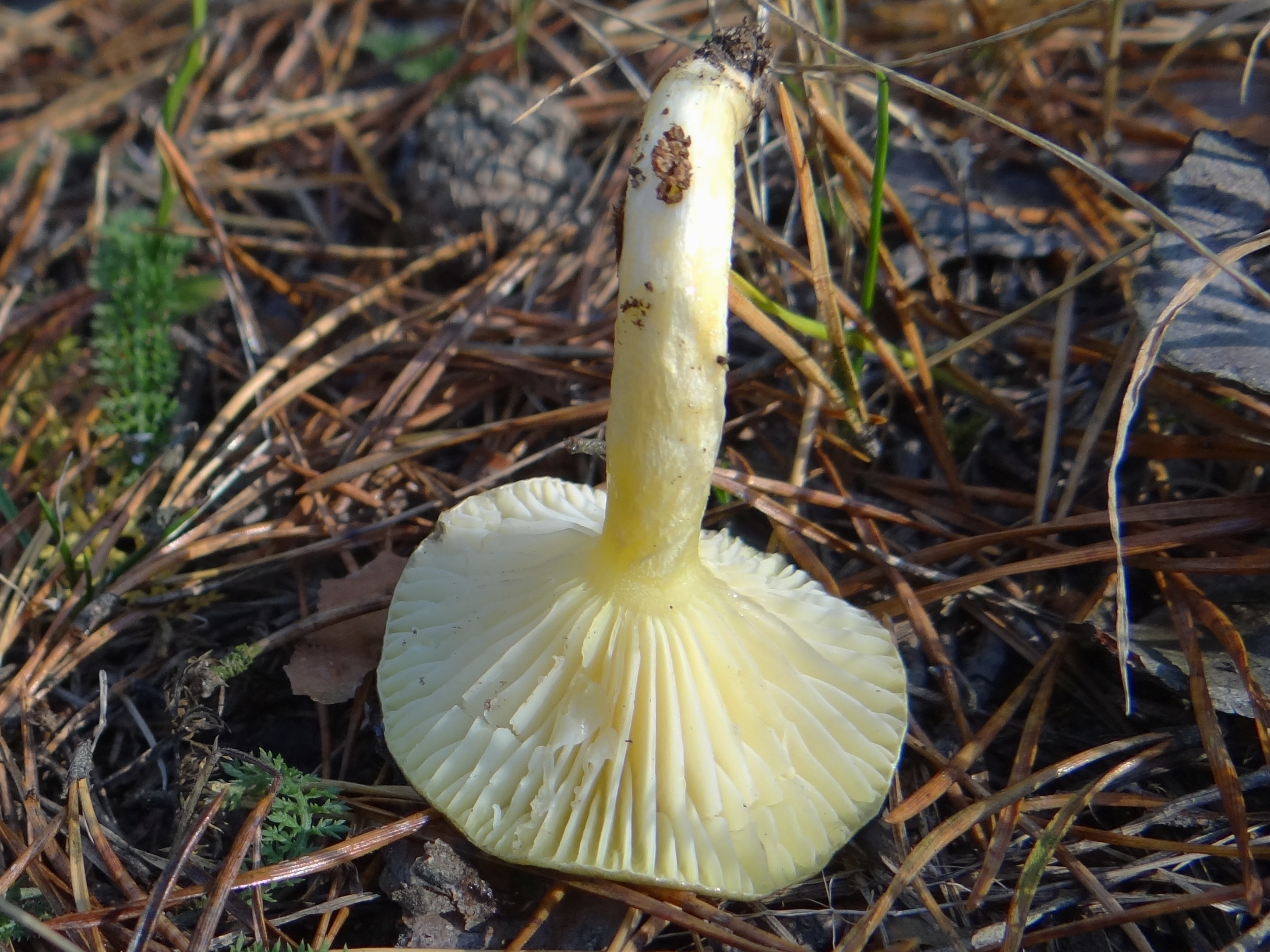

Gąska zielonożółta (Tricholoma sejunctum (Sowerby) Quél.) – gatunek grzybów należący do rodziny gąskowatych (Tricholomataceae).

## Systematyka i nazewnictwo
Pozycja w klasyfikacji według Index Fungorum: Tricholomataceae, Agaricales, Agaricomycetidae, Agaricomycetes, Agaricomycotina, Basidiomycota, Fungi.
Po raz pierwszy takson ten zdiagnozował w 1799 r. James Sowerby nadając mu nazwę Agaricus sejunctus. Obecną, uznaną przez Index Fungorum nazwę nadał mu w 1872 r. Lucien Quélet, przenosząc go do rodzaju Tricholoma. Synonimy:
- Agaricus leucoxanthus var. sejunctus (Sowerby) Pers. 1828
- Agaricus sejunctus Sowerby 1799
- Gyrophila sejuncta (Sowerby) Quél. 1896
- Gyrophila sejuncta (Sowerby) Quél. 1896 var. sejuncta
- Melanoleuca sejuncta (Sowerby) Murrill 1914

Nazwę polską zaproponował Władysław Wojewoda w 2003 r., dawniej w polskim piśmiennictwie mykologicznym gatunek ten miał nazwę gąska oddzielona lub bedłka oddzielona.

## Morfologia
Kapelusz
Średnica 3–8 cm, kształt początkowo półkolisto łukowaty  podwiniętym brzegiem, później płasko łukowaty z wyprostowanym brzegiem. Często posiada na środku wybrzuszenie. Powierzchnia pokryta przylegającymi włókienkami. Ma barwę żółtawą, zieloną, oliwkową, czasami z brązowym lub szarym odcieniem. W warunkach wilgotnych jest lepki. Szczyt kapelusza zazwyczaj bywa ciemniejszy.
Blaszki
Dość gęste, szerokie, wykrojone ząbkiem, białe z żółtawymi ostrzami.
Trzon
Wysokość 4–9 cm, grubość 1–3 cm. Jest walcowaty, często zakrzywiony, u podstawy rozszerzony. Powierzchnia pokryta przylegającymi włókienkami, biaława, czasami z żółtym lub żółtozielonym zabarwieniem.
Miąższ
Białawy, tylko pod skórką kapelusza żółtawy. Nie zmienia barwy po uciśnięciu. Smak i zapach ogórkowo-mączny lub gorzkawy.
Cechy mikroskopowe
Wysyp zarodników biały.  Zarodniki o rozmiarach 5–7,5 × 4–6 μm, elipsoidalne lub owalne, gładkie, nieamyloidalne. Cystydy nie występują, na strzępkach brak sprzążek.

## Występowanie i siedlisko
Jest szeroko rozprzestrzeniony w Ameryce Północnej i Europie. W innych rejonach świata jego rozprzestrzenienie jest mało znane, podano jego występowanie tylko w Japonii, Korei i Kostaryce. W Polsce częściej występuje na niżu, niż w górach i jest rzadki. Znajduje się na Czerwonej liście roślin i grzybów Polski. Ma status R – potencjalnie zagrożony z powodu ograniczonego zasięgu geograficznego i małych obszarów siedliskowych. Znajduje się na listach gatunków zagrożonych także w Niemczech, Danii, Anglii, Holandii.
Rośnie głównie w lasach iglastych (pod sosnami i świerkami) oraz liściastych – pod grabami, dębami, bukami. Owocniki wytwarza od sierpnia do października.

## Znaczenie
Grzyb mikoryzowy. W większości atlasów grzybów wymieniony jest jako grzyb trujący.

## Gatunki podobne
- gąska zielonka (Tricholoma equestre). Ma blaszki intensywnie żółte i rośnie głównie na piaszczystym podłożu pod sosnami,
- gąska mydlana (Tricholoma saponaceum). Niektóre jej formy są podobne do gąski zielonożółtej, ale odróżnia się czerwonawym miąższem i zapachem mydlanym[4].